# カスミザクラ
カスミザクラ (霞桜、学名: Cerasus leveilleana）はバラ科サクラ属のサクラ。山地に生える。日本に自生する10もしくは11種あるサクラ属の基本野生種の一つ。名前は遠くから見た様子が霞のように見えることに由来する。花柄に短い毛が生えているためにケヤマザクラ（毛山桜）とも呼ばれる。そのほか、カスミサクラ、チョウセンヤマザクラ、ウスゲカスミザクラの別名も見られる。

## 特徴
樹高は20メートル (m) を超える高木、樹形は盃上。樹皮は灰紫褐色で横長の皮目がある。一年枝は淡灰褐色で皮目が小さく、無毛かときに毛があり、小枝は短枝がよくできる。他のサクラと同様老木になると、横筋のあるサクラ樹皮の面影はなくなる。
花期はやや遅く4 - 5月。東京の花期は4月下旬で、標高の高い地域や東北地方では5月上旬。一重咲きで中輪の花を咲かせ花弁の色は白色。花はヤマザクラに似るが大きさがやや小さく白色でわずかに紅を帯びる個体もある。花弁は先端が切れ込み雄蕊は40本。花があるときは、花柄に毛があることが特徴である。
葉は卵型で基部が若干細く裏面は光沢を帯び、葉と葉柄に毛が多くある。ヤマザクラと同じく花と葉が同時に展開するが、葉が赤くならず新緑色になることが相違する。日本の桜の中では比較的乾燥に強く、土壌の乏しい岩石地のような場所でも生育しやすい。
冬芽は、卵形や長卵形の鱗芽で無毛でつやがあり、7 - 10枚の芽鱗に包まれている。枝先には頂生側芽を伴う頂芽がつき、側芽は枝に互生する。葉痕は半円形で、維管束痕が3個つく。
ヤマザクラより花期が1週間から2週間遅い事で種間雑種が避けられ種としての独立性を保っている。この花期の遅さにより、山ではほかの植物の葉の展開に紛れてカスミザクラの開花が目立たない。これが本種が花見であまり利用されてこなかった原因と考えられている。

## 分布域
日本では冷温帯を中心に北海道から九州北部にかけて広範囲に分布しており、朝鮮半島や中国にも分布している。ヤマザクラよりも標高の高い位置に生えている場合が多いが分布域は重なりがちで、本州中部においては分布域の標高下部でヤマザクラの分布と重なる。

## 分類の混乱
個体ごとの形態に変異が大きいため本種の分類には長年混乱があった。日本では、明治時代に「ケヤマザクラ（毛山桜）」と呼ばれヤマザクラの毛のある変異個体程度にしか認識されておらず、その後も現在ではカスミザクラとして一つに分類されるカスミザクラ、ケヤマザクラ、チョウセンヤマザクラを異なる種として扱っていた時期があった。逆に欧米の一部では現在でもカスミザクラがヤマザクラやオオシマザクラと同一種として扱われる場合もある。